# Królewice (powiat sandomierski)
Królewice – wieś w Polsce, położona w województwie świętokrzyskim, w powiecie sandomierskim, w gminie Łoniów. Leży na stokach wzniesień opadających ku widłom Koprzywianki i Kacanki.

## Integralne części wsi
| SIMC    | Nazwa    | Rodzaj    |
| ------- | -------- | --------- |
| 0797850 | Zarzecze | część wsi |

## Historia
Wieś posiada stary rodowód sięgający XII wieku.
Królewice, w dokumentach Kroliewicze, wieś w powiecie sandomierskim. Własność arcybiskupów gnieźnieńskich jak opisano w dokumencie z r. 1136. 
Wieś tę otrzymał król Kazimierz drogą zamiany w r. 1359 od Jarosława arcybiskupa gnieźnieńskiego (Kodeks Wlkp. nr.7,1400). 
W roku  1370 dnia 13 lipca w Wiślicy, zamienia ją na Niedary z dziedzicami tej ostatniej wsi. Nadaje jednocześnie król Królewicom prawo niemieckie (Kod. Małop. t.III, 245, 246). Za czasów Długosza (L.B. t. III s. 318) wieś ta w parafii Wiązownica była własnością klasztoru św. Andrzeja w Krakowie. Kmieci nie było tylko 6 zagrodników, karczma i młyn. 
W roku 1578 Królewice należą do parafii Sulisławice. Klasztor płaci tu od 7 zagrodników, a dziedzic w osobie Stanisława Suliszowskigo od 3 osad 3/4 łana.
W latach 1975–1998 miejscowość należała administracyjnie do województwa tarnobrzeskiego.